# 伯顏 (哈剌魯氏)

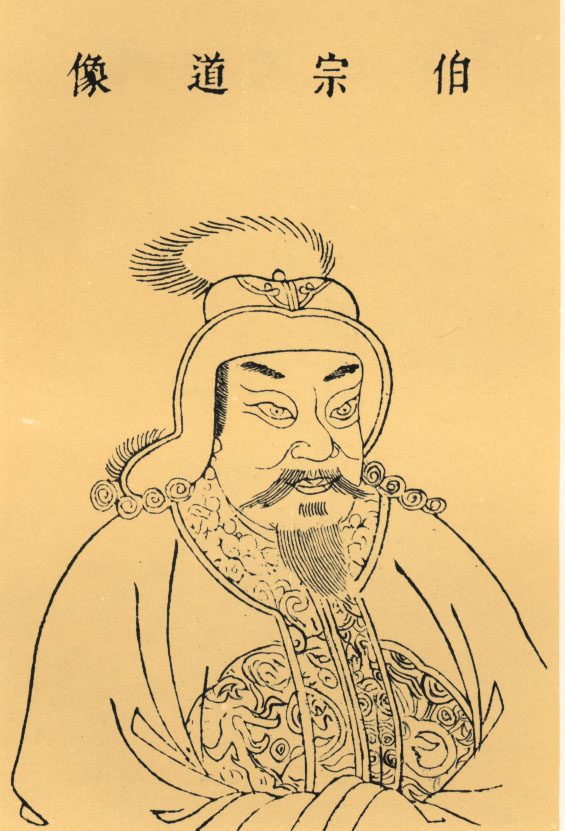
伯颜像取自明代王圻辑，万历刻《三才图会》

伯颜（1294年—1358年），元朝大臣，一名师圣，表字宗道，哈剌鲁部人。世居开州濮阳县 （今河南省濮阳市），隶蒙古万户府军籍。
伯颜六岁开始学习《孝经》《论语》，跟随南宋进士黄坦学习，读朱熹之书，结中原文士。在至正四年（1344年）以隐士被征入京，授为翰林待制，参与修撰《金史》，修成后辞归乡里。后来起复为江西廉访佥事，后以病免归乡，从学者千余人。至正十八年（1358年）红巾军起义爆发后，伯颜提出组织乡民为什伍来自保，随后，他避祸到磁州，红巾军破城将他杀死，追赠奉议大夫、佥太常礼仪院事，谥号文节。他平生辑录《六经》，有很多著述，都毁于兵祸，未曾传于后世。

## 延伸阅读
[在维基数据编辑]
 《元史·卷190》，出自宋濂《元史》